# ماسانوبو کوماکی
ماسانوبو کوماکی (انگلیسی: Masanobu Komaki؛ زادهٔ ۲۸ آوریل ۱۹۹۲) بازیکن فوتبال اهل ژاپن است.